# Сурат

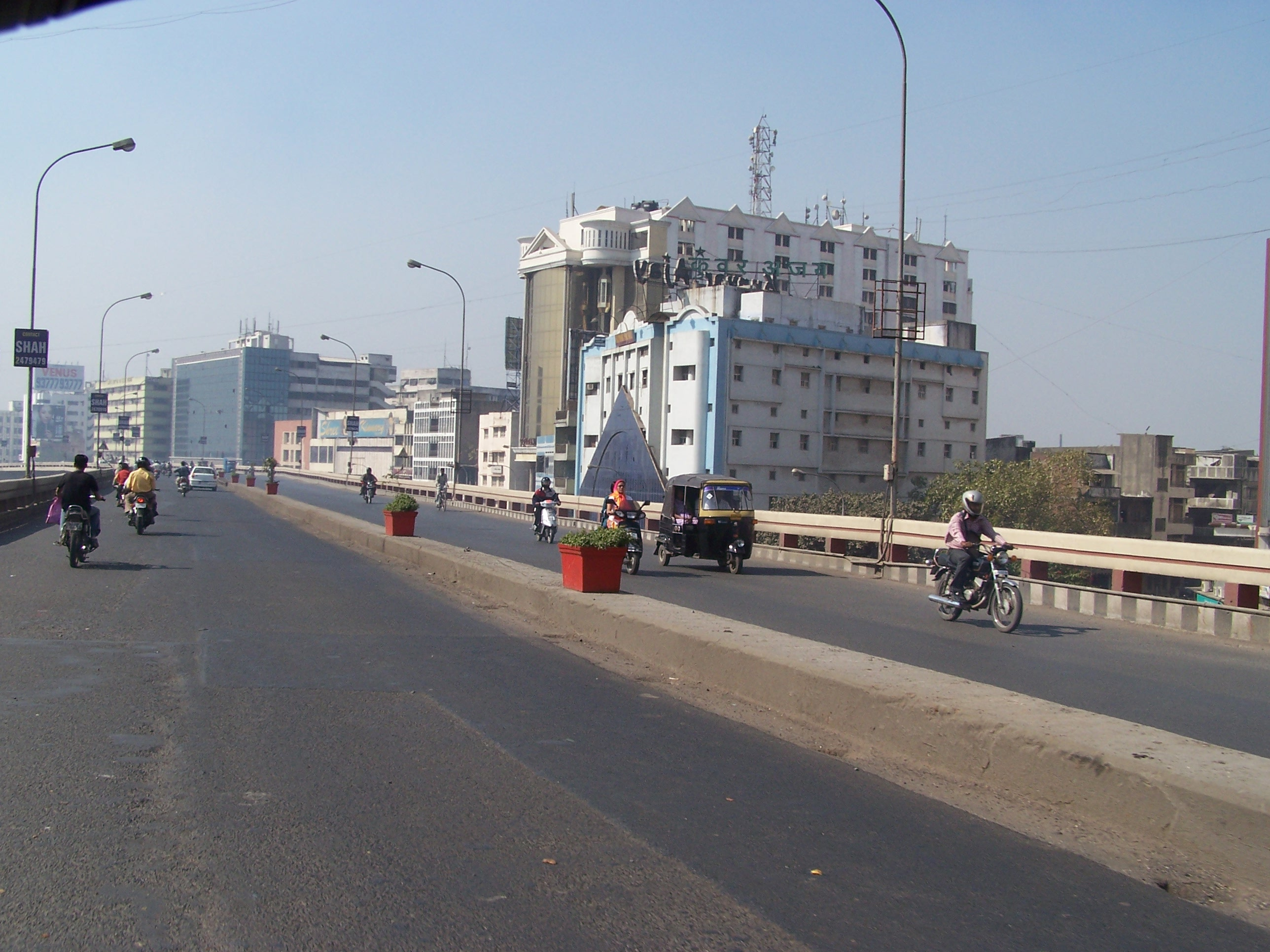
Кільцева дорога м. Сурат. Текстильний район міста.

Сурат (англ. Surat, гуджараті: સુરત — дослівно добра країна) — місто на заході Індії в штаті Гуджарат. Дев'яте найбільше місто Індії. Морський порт в усті річки Тапти, за 23 км від Камбейської затоки Аравійського моря. Населення становить 4,5 млн жителі (2009).

## Клімат
Сурат знаходиться у кліматичній зоні тропічних саван. Найтепліший місяць — травень з середньою температурою 31.3 °C (88.3 °F). Найхолодніший місяць — січень, з середньою температурою 22.8 °С (73 °F).
| Клімат Сурата           | Клімат Сурата | Клімат Сурата | Клімат Сурата | Клімат Сурата | Клімат Сурата | Клімат Сурата | Клімат Сурата | Клімат Сурата | Клімат Сурата | Клімат Сурата | Клімат Сурата | Клімат Сурата | Клімат Сурата |
| Показник                | Січ.          | Лют.          | Бер.          | Квіт.         | Трав.         | Черв.         | Лип.          | Серп.         | Вер.          | Жовт.         | Лист.         | Груд.         | Рік           |
| Абсолютний максимум, °C | 35            | 38            | 42            | 42            | 43            | 41            | 37            | 37            | 38            | 40            | 37            | 38            | 43            |
| Середній максимум, °C   | 30,9          | 32,4          | 35,8          | 37,2          | 36,2          | 33,8          | 30,8          | 30,4          | 31,8          | 35,3          | 34,3          | 32            | 33,4          |
| Середня температура, °C | 22,8          | 24,3          | 28            | 30,4          | 31,3          | 30,3          | 28,2          | 27,8          | 28,2          | 29,2          | 26,8          | 24            | 27,6          |
| Середній мінімум, °C    | 14,7          | 16,2          | 20,1          | 23,6          | 26,3          | 26,7          | 25,5          | 25,1          | 24,6          | 23            | 19,2          | 15,9          | 21,7          |
| Абсолютний мінімум, °C  | 7             | 10            | 12            | 18            | 20            | 22            | 21            | 20            | 20            | 20            | 15            | 10            | 7             |
| Норма опадів, мм        | 2.1           | 1             | 0.8           | 2.2           | 6.4           | 212.8         | 440.8         | 233.4         | 169.7         | 33.5          | 12.4          | 2.1           | 1117.2        |
| ----------------------- | ------------- | ------------- | ------------- | ------------- | ------------- | ------------- | ------------- | ------------- | ------------- | ------------- | ------------- | ------------- | ------------- |
| Джерело: Weatherbase    |               |               |               |               |               |               |               |               |               |               |               |               |               |

## Економіка
В місті розвинена текстильна, харчова, паперова промисловість. Художні ремесла. Перша англійська торгова факторія в Індії (заснована в 1613 році).

## Демографія
Населення міста становить близько 4,7 млн чоловік; 53 % складають чоловіки, 47 % — жінки. Рівень письменності: 83 %, що значно вище середнього по країні. Доля дітей у віці до 6 років: 13 %. Основні мови: гуджараті, хінді, сіндхі, маратхі.